# サミュエル・J・カークウッド
サミュエル・ジョーダン・カークウッド（英:Samuel Jordan Kirkwood、1813年12月20日 - 1894年9月1日）は、アメリカ合衆国の政治家であり、南北戦争の時にアイオワ州知事だったことで最もよく知られている。アメリカ合衆国上院議員とアメリカ合衆国内務長官も務めた。

## 初期の経歴
カークウッドは1813年にメリーランド州ハーフォード郡で生まれた。17歳の時、学校の教師を始め、後に数学者かつ天文学者として著名になった従兄弟のダニエル・カークウッドを生徒の一人として教えた。若いときは一時期ワシントンD.C.で過ごし、その後1835年に父についてオハイオ州に移転した。そこでは、名の知られた反奴隷制共和主義者になった。幾つかの州役人に選出され、1840年代には後にオハイオ州知事となるトーマス・バートリーと親密に働いた。
1855年、カークウッドはアイオワ州に移転し、アイオワシティの北西に住んで、製粉事業でやはりオハイオ州から移転してきたクラーク家と関わるようになり、その後クラーク家やルーカス家と共に土地投機事業に関わった。カークウッドはエゼキエル・クラークの姉妹であるジェーン・クラークと結婚し、ロバート・ルーカスの息子であるエドワード・ルーカスとは義兄弟になった。カークウッドはオハイオ州で政治の世界は止めてきたつもりだったが、新しく設立された共和党に興味をもつようになった。1856年2月に、コーラルビルにあるその製粉工場から呼び出され、まだ小麦粉がついたままで、アイオワ州共和党結党集会で人を奮起させる演説を行った。多くの人々がカークウッドの演説とその後の働きをアイオワ州における共和党の成功に功績ありと認めた。この年カークウッドはアイオワ州上院議員に選ばれ、これを1856年から1859年まで務めた。

## 知事の任期：コポック事件と南北戦争
1859年、カークウッドはアイオワ州知事候補に指名され、奴隷制問題に焦点を当てた激しい選挙戦の後でオーガスタス・C・ドッジを破って当選した。1860年、就任して最初の年、ジョン・ブラウンがハーパーズ・フェリーを襲撃し、奴隷制に関する国内の2極化をさらに強めたが、カークウッドは明らかに闘争的奴隷制度廃止論者だった。アイオワ州スプリングデイル出身でブラウンの襲撃に参加した若者、バークレイ・コポックがアイオワ州に逃亡したとき、カークウッドはバージニア州からの送還令状受付を拒み、コポックが逃れるのを認めた。南北戦争の間、北軍のためにアイオワ州から兵士や物資を確保するその異常な努力により国民的な注目を浴びた。エイブラハム・リンカーン大統領の政策の強力な支持者として、北軍のために数多い歩兵連隊や騎兵隊および砲兵隊の立ち上げや装備のために活発に動いた。1862年、ペンシルベニア州アルトゥーナで開催された北軍に忠実なタカ派知事会議に出席し、最終的にリンカーンの奴隷解放宣言に支持を与えることになった。

## アメリカ合衆国上院議員とアメリカ合衆国内務長官
1864年に知事を辞めると、アイオワシティのワイオミング道路（現在のカークウッド・アベニュー）にある新しいレンガ造りの家に引っ越し、法律実務を始めた。この頃に持っていた製粉上の株を、一部は兄弟のウィリアムに、一部はバレンタイン・ミラーに売却した。1865年から1867年、アメリカ合衆国上院でジェイムズ・ハーランの任期残りを務め、1877年から1881年に再度上院議員を務めた。この上院議員の任期の間にあたる1876年から1877年、再度アイオワ州知事を務めた。この1877年に知事を辞めて上院議員としての2期目となった。カークウッドはジェームズ・ガーフィールド大統領のアメリカ合衆国内務長官に就任する為に上院議員を辞職した。この職は1882年まで務めた。1886年にはアメリカ合衆国下院議員選挙に出馬したが落選した。カークウッドは1894年にアイオワシティで死に、そこのオークランド墓地に埋葬されている。

## 記念
アイオワ州シーダーラピッズにあるカークウッド・コミュニティ・カレッジはカークウッドに因んで名付けられた。アイオワ州の草分け的政治家ジェイムズ・ハーランと共にカークランドの彫像が、各州に割り当てられた2体の彫像として、ワシントンD.C.のアメリカ合衆国議会議事堂の国立彫像ホール・コレクションロタンダの下に展示されている。政治家になってから大半を過ごした家のあるアイオワシティのカークウッド・アベニュー、アイオワ州都デモインのカークウッド・ホテルもカークウッドに因んで名付けられた。カークウッドが製粉所を運営したコーラルビルにはカークウッド小学校がある。アイオワシティ高校のモーニングサイド入り口近くに小さな忘れられたような記念碑が立っている。アイオワ州ダベンポートのカークウッド通りは国際的に知られた長距離走「Bix 7」が開かれる通りである。